# 小ぬか雨
『小ぬか雨』（こぬかあめ）は、時代劇専門チャンネルとスカパー!が共同制作するオリジナル時代劇の単発テレビドラマ。2017年（平成29年）10月にBSスカパー!で放送。
藤沢周平の連作短篇集「橋ものがたり」から3編をドラマ化する企画「藤沢周平 新ドラマシリーズ 第二弾 橋ものがたり」の第三作である。
2017年12月13日に劇場公開された。
原作のエピソードの映像化作品は、1980年（昭和55年）9月にTBS系『東芝日曜劇場』枠にて吉永小百合・三浦友和主演で制作・放送されており、本作はそれ以来約37年ぶりの映像化となる。

## キャスト
- おすみ：北乃きい
- 新七：永山絢斗
- 勝蔵：仁科貴
- 安五郎：本田博太郎
- ナレーション：中村梅雀

## スタッフ
- 原作：藤沢周平 「小ぬか雨」（新潮文庫刊／実業之日本社刊『橋ものがたり』所収）
- 監督：井上昭
- 脚本：中村努
- 企画・プロデュース：宮川朋之
- 製作協力：株式会社松竹撮影所
- 制作：時代劇専門チャンネル／スカパー！／松竹株式会社